# Edsbacka krog
Edsbacka krog er en restaurant på bredden af Edsviken i Sollentuna, Sverige, lige nord for Stockholm. Den lukkede i februar 2010, hvor den var den ene af to svenske restauranter med to stjerner i Michelinguiden.
Restautanten blev grundlagt i 1626 af Henrik Olofsson som fik tilladelse af Kong Gustav 2. Adolf til at opførte en kro i Edsbacka, ved vejen der går fra Stockholm til Uppsala. Denne kro lukkede i 1872 og bygningen stod ubeboet i mange år. Efter at have lokaliseret den som den ældste eksisterende kro i Sverige renoverede kokken Christer Lingström bygningen, og den blev åbnet i 1983. I 1985 vandt han den svenske pris "Årets ok", og i 1992 modtog restauranten sin første michelinstjerne. I 2000 modtog den sin anden michelinstjerne, som den første i Sverige. Frem til 2009 var dette den eneste restaurant i Sverige med to stjerner, hvor Frantzén også fik sin anden stjerne. Den 1. november 2008 stoppede Lingström på Edsbacka krog, og hans ejerskab blev overtaget af den daværende køkkenchef Fredrik Pettersson.
I november 2009 annoncerede Lingström at restauranten ville lukke d. 27. februar 2010, mens Edsbacka Bistro, der ligger på den anden side af vejen, ville fortsætte.
Kokken Björn Frantzén og konditoren Daniel Lindeberg, der begge har arbejdet på Edsbacka krog, åbnede i Frantzén/Lindeberg i Stockholm, der siden har modtaget to michelinstjerner.